# 八戸市警察
八戸市警察（はちのへしけいさつ）はかつて存在した青森県八戸市の自治体警察。

## 概要
旧警察法の施行で従来の青森県警察部が解体され、1948年（昭和23年）3月7日に八戸市警察署が設置された。
1954年（昭和29年）に、それまでの旧警察法が全面改正される形で新警察法が公布された。これにより国家地方警察と自治体警察が廃止され、新たに都道府県警察として青森県警察本部が発足した。八戸市警察も青森県警察に統合され姿を消した。

## 警察署の所在地
- 八戸市番町九番地[1]

## 組織
1948年（昭和23年）時点
- 警務課
- 会計課
- 刑事課
- 警備課
- 経済課
- 行政課
- 交通課

## 職員定数
- 警察長（警視、警察署長を兼任） - 1人[1]
- 警部 - 1人[1]
- 警部補 - 8人[1]
- 巡査部長 - 19人[1]
- 巡査 - 95人[1]